# Dení
Deni (Dani), pleme američkih Indijanaca porodice Arauan, naseljeni u brazilskoj državi Amazonas, danas na rezervatu Terra Indígena Deni u općini Itamarati e Tapauá. Populacija im iznosi 666. Jedan od njihovih dijalekata je inauini.
Pleme živi isključivo od kišne šume, a 2001. Greenpeace je poslao 3 međunarodna tima dragovoljaca da im pomognu u označavanju njihovog šumskog područja, kako bi se zaštitilo od indistrijalizacije i drvosjeća.